# Александровка (Кемеровський округ)
Алекса́ндровка (рос. Александровка) — присілок у складі Кемеровського округу Кемеровської області, Росія.
Стара назва — Александровський.

## Населення
Населення — 3 особи (2010; 1 у 2002).
Національний склад (станом на 2002 рік):
- росіяни — 100 %